# 唐家镇 (汉源县)
唐家镇，原为唐家乡，是中华人民共和国四川省雅安市汉源县下辖的一个乡镇级行政单位。2019年12月，撤销河西乡，将其所属行政区域划归唐家镇管辖。

## 行政区划
唐家镇下辖以下地区：
集贤村、新场村、合同村、洪水村、小关村、联合村和五里村。